# Мартанус, Виталий Николаевич
Виталий Николаевич Мартанус (27 апреля 1896 — 27 июня 1955) — генерал-майор Вооружённых сил СССР, генерал бригады Народного Войска Польского.

## Биография
Родился 27 апреля 1896 года в поместье Жаблувок (Ошмянский уезд, Виленская губерния) в польской семье. Окончил школу в Двинске в 1913 году. Призван в Русскую императорскую армию в 1915 году, участник сражений против германских войск. Окончил офицерскую школу в 1916 году. Прапорщик Русской императорской армии; отмечен Георгиевским крестом. Был трижды ранен и дважды контужен.
С 1918 года служил в РККА, участник Гражданской войны в России на Западном и Восточном фронтах в 1919—1921 годах, один раз ранен. Командир 528-го стрелкового полка. Кандидат в ВКП(б) с апреля 1942 года. Продолжил службу в межвоенные годы, в годы Великой Отечественной войны был начальником Арзамасского пулемётно-минометного училища, подготовил более 3 тысяч офицеров. 3 июня 1944 года произведён в генерал-майоры.
25 мая 1944 года направлен на службу в Народное Войско Польское, 12 июня назначен командиром Польской высшей военной школы в Рязани (позже Высшая офицерская школа города Рембертув). С 30 апреля по 28 августа 1945 года командир 1-й учебной пехотной дивизии в Скерневице. Произведён в бригадные генералы Войска Польского.
Позже вернулся в СССР, до ноября 1946 года был начальником первого курса (командиров стрелковых полков) высших офицерских курсов «Выстрел» в Солнечногорске. Скоропостижно скончался в Ташкенте, похоронен на Боткинском кладбище.

## Личная жизнь
В первом браке был женат на В. В. Кербиц, будущей супруге писателя М. М. Зощенко, однако, по свидетельствам самой Кербиц, она не испытывала никаких чувств к Виталию и «до смерти была рада, что его забрали на фронт». От второго брака есть сын Рюрик (р. 1927, награждён Орденом Отечественной войны II степени). Внучка — Оксана Рюриковна Мартанус, кандидат экономических наук, доцент кафедры финансов и кредита экономического факультета МГУ.

## Награды
- Георгиевский крест 4 степени[2]
- Орден Красного Знамени
  - 1920[4][3] (или 1922)[9]
  - 3 ноября 1944[9] — за долголетнюю и безупречную службу в Красной Армии[10]
- Медаль XX лет Рабоче-Крестьянской Красной Армии (1941)[3]
- Орден Красной Звезды:
  - 16 ноября 1943 — за достигнутые успехи в деле подготовки общевойсковых офицерских кадров[11]
  - 22 февраля 1944[9] — за достигнутые успехи в деле подготовки общевойсковых офицерских кадров[3][12]
- Медаль «За победу над Германией в Великой Отечественной войне 1941—1945 гг.» (9 мая 1945)[9]
- Командорский крест ордена Возрождения Польши (11 мая 1945) — за героические действия в борьбе с немецкими захватчиками[13]
- Орден Ленина (6 ноября 1945) — за долголетнюю и безупречную службу в Красной Армии[14]

### На русском
- М.О.Чудакова. Избранные работы, том I. Литература советского прошлого. — М.: Языки русской культуры, 2001. — 472 с. — ISBN 5785901234.
- Б.Н.Рубен. Зощенко. — М.: Молодая гвардия, 2006. — ISBN 5235028562.
- Сборник лиц, награжденных орденом Красного Знамени и почетным революционным оружием. — М.: Госвоениздат, 1926.

### На польском
- Janusz Królikowski. Generałowie i admirałowie Wojska Polskiego 1943-1990. — Toruń, 2010. — Т. II: I-M.
- Edward Jan Nalepa. Oficerowie Armii Radzieckiej w Wojsku Polskim w latach 1943-1968. — Warszawa: Wyd. WIH, 1995.
- Kazimierz Konieczny, Henryk Wiewióra. Karol Świerczewski Walter. Zbiory Muzeum Wojska Polskiego w Warszawie. — Warszawa: Wydawnictwo „Nasza Księgarnia”, 1971.